# La Industria (Chiclayo)
La Industria de Chiclayo es un diario del norte peruano, con sede en Chiclayo, en el departamento de Lambayeque. Fue fundado el 17 de febrero de 1952 por el doctor Miguel F. Cerro Guerrero, quien apoyó y promovió el progreso de la región Lambayeque, impulsando la cultura y educación a través de sus diversos suplementos como: Lundero (actualmente fuera de circulación), suplemento dominical y corresponsales escolares (programa periodístico creado para hacer civismo con cientos de escolares de muchas instituciones educativas de Lambayeque y algunas provincias de Cajamarca).
Es conocido como El decano de la prensa lambayecana debido a que es el más antiguo de la región Lambayeque que continúa en circulación. Su ingreso al mercado tuvo un fuerte impacto.

## Historia

### Inicios
Fue fundado por Miguel F. Cerro Guerrero a través de su empresa familiar (aún vigente). Fue sucedido por sus hijos Vicente Cerro Cebrián (1909-1971), junto a su hermano Miguel Felipe Cerro Cebrián. Raúl Fernández Amunátegui fue el primer director periodístico.

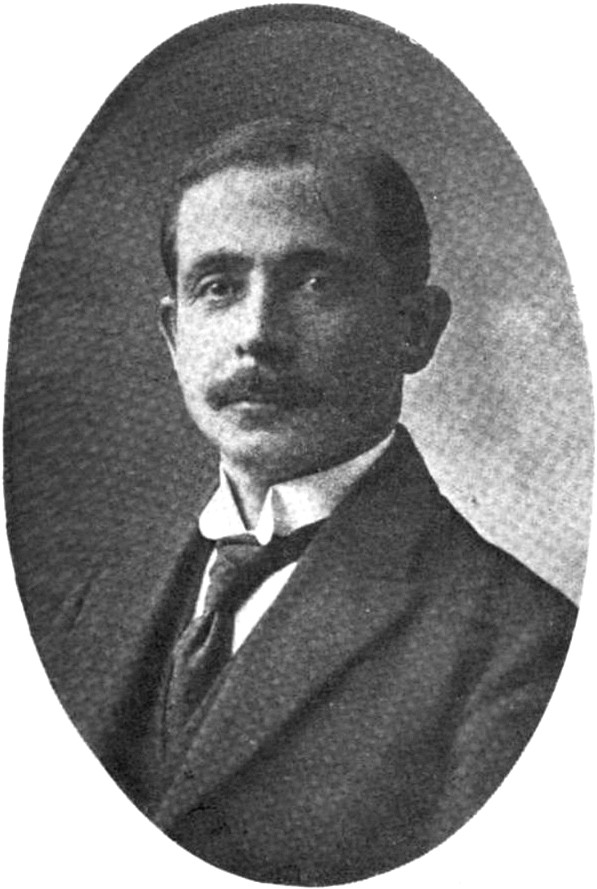
Miguel Cerro, fundador de la cadena de diarios La Industria del norte peruano.

El día que se imprimió y distribuyó por primera vez La Industria de Chiclayo, tanto Miguel Cerro como Raúl Fernández salieron a las calles a vender los ejemplares. Su primer cliente —según narra la historia— fue un señor de apellido Lamadrid.
Tras el deceso del doctor Vicente Cerro Cebrián (10 de diciembre de 1971), la responsabilidad de la conducción de los diarios La Industria de Chiclayo y El Norteño (ambos pertenecientes a la misma empresa) pasó a su esposa Ofelia Moral de Cerro y a sus hijas Isabel y María Ofelia. 
Debido a la dictadura peruana (Gobierno revolucionario de la Fuerza Armada) los diarios de circulación nacional fueron expropiados. Sin embargo, la familia Cerro Moral prosiguió. La conducción del diario continuó a María Ofelia Cerro, (“Marigola”, apelativo que solían darle en el ámbito familiar y amical), quien se empeñó en la difusión y revaloración del patrimonio histórico y cultural de la región Lambayeque, en el fortalecimiento de su identidad cultural, así como en el desarrollo del turismo y de todo aquello que contribuyese al progreso de los pueblos de la región Lambayeque. Desde su fundación, el diario ha contado con la participación de diversos intelectuales lambayecanos de aquella época, como Nicanor de la Fuente.
En sus columnas se dio a conocer al mundo, entre 1987 y 1988, la primicia de los hallazgos de Huaca Rajada, las Tumbas Reales del Señor de Sipán. La National Geographic Magazine (once millones de ejemplares) recogió la noticia en 44 páginas de su edición centenaria.

### Suplementos

#### Dominical
En circulación desde el 11 de febrero de 1973. En el primer número, su portada anunciaba el arribo al Perú del presidente de Venezuela, de aquel entonces, Rafael Caldera. Y un artículo le daba la bienvenida al país. Asimismo, aquella edición mostraba una interesante nota sobre el arte de los Chachapoyas.
Cada número, de aparición semanal, ha abierto sus páginas para ofrecer artículos de teatro, música, cine, investigaciones en nuestros monumentos arqueológicos, reseña de la creación de pueblos de nuestra región. Personajes históricos, investigadores, escultores, pintores, poetas, escritores peruanos o extranjeros, etc. Este suplemento también ha ofrecido espacio para dar a conocer más de las culturas pre incas desarrolladas en esta parte del país. De bailes regionales, artesanía, gastronomía. De animales emblemáticos de esta región como la pava aliblanca, el huerequeque, el oso de anteojos, etc.

#### Deportivo
Es el primer medio periodístico que desde su creación dedica páginas enteras de información. Noticias sobre fútbol, vóley, básquet, atletismo y otras disciplinas deportivas que se desarrollan en Lambayeque en las diferentes ligas o a nivel escolar.

#### Lundero
Lundero fue un suplemento del diario, actualmente fuera de circulación, especialmente dedicado al folclor lambayecano: cultura, historia, literatura, poesía entre otros. Estuvo bajo la dirección de María Ofelia Cerro. Publicado por primera vez el 30 de abril de 1978, se entregaba con la edición impresa. 
En su primera portada, aparece la imagen de un baile afroamericano, de aquellos que por siglos se bailó en la histórica Zaña y que daba pie, precisamente, para que Nicomedes Santa Cruz (reconocido decimista peruano) diera una explicación del porqué de Lundero, donde señala que deriva de lundú, que es una danza y canto de origen africano traído por los esclavos que llegaron a este continente. Y que se relaciona estrechamente con “nuestra peruanísima saña”, señala: “Hemos recibido con verdadera alegría la noticia que nos da el diario La Industria, que, al sacar a la luz un suplemento Cultural”, ha optado por bautizar con el nombre de LUNDERO. Tan simpática actitud, se nos antoja como un caro homenaje al pasado cultural lambayecano, y como un acto de noble reconocimiento a las raíces de nuestra peruanidad”, concluye el decimista peruano.
Primera editorial de Lundero
“Hace un buen tiempo anhelábamos editar un suplemento cultural en Chiclayo. Una separata cultural que presentara, siquiera, una vez al mes, una síntesis de los principales acontecimientos culturales, principalmente del departamento de Lambayeque, del Perú y del mundo”.
La edición número uno tuvo como uno de sus primeros artículos “Lambayeque enorme potencial turístico”, donde mostraba imágenes de Zaña, la Casa Montjoy, el reservorio de Tinajones y del caballito de totora. Asimismo, un artículo de Glicerio García Campos titulado “Lambayeque y su derecho a la cultura”.
Si bien Lundero ha dejado de publicarse, es recordado por ser el pionero en este tipo de publicaciones en la región. Bajo este espacio, se creó el Concurso de Cuento y Poesía Infantil, Juvenil y, posteriormente, para mayores, cuya convocatoria era anual. Estos eventos contribuyeron en gran medida a fomentar el cultivo y desarrollo de la vocación literaria, teniendo como jurado a los más destacados escritores del país. Además, se realizaban conferencias y coloquios con diversos escritores y poetas de nota, como Julio Ramón Ribeyro, Antonio Cisneros, Alfredo Bryce Echenique, Guillermo Niño de Guzmán, Javier Sologuren, Washington Delgado; entre otros.
Debido al prestigio de Lundero, se le ha señalado como un ejemplo que deben seguir los diarios limeños, en los que la atención al acontecer cultural es más restringida. A través de La Industria de Chiclayo y de Lundero, María Ofelia Cerro recibió galardones y elogios reiterados de escritores y artistas del más alto nivel. 

Carta escrita por Jorge Eduardo Eielson - Generación del 45 en poesía y artes plásticas.
“Te agradezco, Marigola, el regalo que me haces con tus publicaciones y, sobre todo, con tu tenaz y noble interés en nuestras artes. Creo que, en todo el Perú, eres la única que posee ese don cada vez más raro y precioso”.
Declaraciones de Alfredo Bryce Echenique en una entrevista realizada al diario La Industria de Chiclayo.
"Yo admiro mucho el esfuerzo de Marigola y de Lundero. Éste es un suplemento cultural de calidad superior. He visto muchos suplementos a los que cada día se les suprime más páginas, más secciones de arte y literatura. Como si en este mundo en el que todo tiene que producir dinero inmediatamente, la cultura, que no produce una rentabilidad inmediata, no fuese importante. Lundero sí le otorga atención exclusiva a las artes y las letras. Esto es valiosísimo, valiosísimo. Y algún día los que no lo hacen lamentarán su error”.
En las planas de Lundero ha promovido la difusión de hallazgos arqueológicos importantes realizados en el Departamento de Lambayeque: los murales polícromos de Úcupe (1983), las pirámides de Túcume (1983).
Lundero ha producido 449 ediciones con temas relevantes y vinculados a la cultura, música, cine, entre otros. Contó con la colaboración de especialistas internacionales de países como Alemania, Francia e Italia.

### Bodas de Plata - 1977
Para esta fecha conmemorativa, La Industria de Chiclayo editó hasta seis suplementos en una edición especial. Los colaboradores convocados en su momento eran distinguidos catedráticos de diferentes universidades, como el desaparecido Guillermo Baca Aguinaga, entre otros.

### Fenómeno El Niño de 1998
El 14 de febrero de 1998 se produjo una intensa lluvia en Lambayeque que duró poco más de ocho horas, a propósito de las lluvias del fenómeno de El Niño. Este evento de la naturaleza, movilizó a todo el equipo de prensa de La Industria de Chiclayo logrando que al día siguiente, la comunidad lambayecana se enterara de lo acontecido en su distrito y en otros poblados vecinos.

### Corresponsales escolares
Desde las aulas y teniendo a los docentes como aliados, La Industria de Chiclayo realiza un trabajo de responsabilidad social desde hace 26 años, fundado por Julio Ortiz Cerro, fundador del programa educativo. 
Su trabajo se sostiene en siete pilares relacionados con Educación, Integración, Trabajo, Defensa del Ambiente y Sostenibilidad, Creatividad y Comunidad. A través del programa se fortalece la labor de los corresponsales escolares que integran el equipo de “Periodista por un día”, donde se enfatiza en la redacción de reportajes escolares con temas sobre identidad cultural, turismo, realidad social, entre otros. La producción de los activos corresponsales se socializa a través de la página escolar del diario La Industria de Chiclayo; y sus boletines, revistas y periódicos murales que se ubican en los diferentes planteles.
También impulsan el proyecto “Fortalecimiento de la Identidad Regional Lambayecana y Cajamarquina”, que nació en el año 2004, teniendo gran acogida en las escuelas. Así, en las escuelas de la costa lambayecana, en fiesta étnica se elige a la Iñikuk Muchik, con el asesoramiento del arqueólogo Victorino Túllume Chancafe. En tanto, en la sierra lambayecana, especialmente en el distrito de Cañaris, la fiesta étnica elige a la Shipash Mensajera y organiza el festival de danzas cañarenses. Destaca también el aporte del arqueólogo Julio César Fernández Alvarado y del maestro quechua hablante, Paulino Lucero Huamán.
Los corresponsales escolares reciben capacitación en los conceptos de noticia, estructura, redacción y publicación. Mediante este aprendizaje asimilan los preceptos sobre qué se publicará en la Página Escolar. A esto se suma la formación en el tema “Ética y el Periodismo Escolar” con la finalidad que los miembros de todo el equipo fortalezcan su compromiso con la verdad, la independencia y la responsabilidad social en la misión de informar. Este taller dura todo el año, brindando asesoramiento y acompañamiento virtual a los diversos equipos de periodistas escolares tanto de Lambayeque como de Cajamarca.

#### Acuerdo por el agua
Bajo el compromiso con la cultura ecológica, corresponsales escolares y docentes firmaron el 17 de noviembre del 2007, junto a las autoridades regionales de Lambayeque y el equipo de Educación Sanitaria de Epsel, el Acuerdo por el agua, con el cual se asume la protección y la promoción del buen uso del recurso hídrico desde la práctica en sus hogares y la escuela. Cada año los corresponsales escolares convertidos en brigadistas del agua desarrollan su labor organizando visitas a la Planta de Tratamiento de Agua Potable de Chiclayo.

### Periodistas que pasaron por La Industria de Chiclayo
- Oscar Cobba Terrones.
- Alberto Castro Tello.
- Valentín Alvarado Ramírez.
- Cristian Díaz Castañeda.
- Víctor Perales.
- Jorge Quiróz.
- Luis Heredia.
- José Arana.
- Juan Barturén Dueñas.
- Augusto Llontop Reluz.
- Víctor Espinoza Herrera.
- Eduardo Palacios.
- Maribel Díaz.
- Jorge Quevedo.